# Бобыничи (Брянская область)
Бобыничи (в старину Бабыничи, Бабиничи) — деревня в Жирятинском районе Брянской области, в составе Воробейнского сельского поселения. 
 Расположена в 3 км к западу от села Воробейня. Население — 93 человека (2010).

## История
Впервые упоминается (как Бобынина земля) в 1447 году в Литовской метрике.  В XVIII веке — село с храмом Святителя Николая; позднее — деревня в приходе села Воробейни. Бывшее владение Рославцев, позднее Завадовского, Лашкевича и др. (казачьего населения не имела).
Со второй половины XVII века до 1781 года входила в Почепскую (1-ю) сотню Стародубского полка; с 1782 по 1918 гг. в Мглинском уезде (с 1861 — в составе Воробейнской волости); в 1918—1929 гг. — в Почепском уезде (Воробейнская, с 1924 — Балыкская волость).
С 1929 года — в Жирятинском районе, а при его временном расформировании (1932—1939, 1957—1985 гг.) — в Почепском районе. С 1919 до 1930-х гг. и в 1946—1954 — в составе Буд(н)янского сельсовета.